# Болгарія
Болга́рія (болг. България), офіційна назва — Респу́бліка Болга́рія (болг. Република България; заст. укр. Болгарщина) — держава у Південно-Східній Європі, розташована в східній частині Балканського півострова, займаючи 22 % його території. Межує на півночі з Румунією — вздовж Дунаю, на півдні — з Грецією і Туреччиною, на заході — з Сербією і Північною Македонією. На сході її омиває Чорне море. Столиця і найбільше місто — Софія. Інші великі міста: Пловдив (382 тис.), Варна (365 тис.), Бургас (226 тис.) Русе (167 тис.). Площа — 110,9 тис. км², що робить її 16-ю за розміром країною Європи, і найбільшою країною Балканського півострова. Загальна довжина державного кордону — 2245 км, з них 1181 км — наземний, 686 км — річковий, і 378 км — морський. Офіційна мова — болгарська, грошова одиниця — лев.
Однією з найраніших культур на землях сучасної Болгарії була неолітична каранова культура, яка сягає 6500 років до н. е. У 6–3 століттях до нашої ери, регіон був полем битви для фракійців, персів, кельтів та македонян; стабільність настала коли із завоюванням регіону Римською імперією у 45 році н. е. Східно-римська, або візантійська імперія втратила частину цих територій окупаційній булгарській орді в кінці 7 століття. Булгари заснували перше Болгарське царство в 681 року н. е., яка домінувала над більшою частиною Балкан, і значно вплинула на слов'янські культури, створивши кирилицю. Царство проіснувало до початку 11 століття, коли воно було завойоване та демонтоване візантійським імператором Василієм II. Внаслідок успішного болгарського повстання 1185 року створено друге Болгарське царство, яке досягло вершини свого розвитку за часів Івана Асена II (1218—1241). Після численних виснажливих воєн та феодальних міжусобиць, царство розпалося у 1396 році, а його території потрапили під владу Османської імперії на наступні п'ять століть.
Після падіння османського пригноблення внаслідок російсько-османської війни 1877–78 років утворилася Третя болгарська держава. Багато етнічних болгарських груп залишилися за її межами, що призвело до кількох конфліктів із сусідами та союзу з Німеччиною в обох світових війнах. У 1946 році Болгарія стала однопартійною соціалістичною державою та частиною Східного блоку під керівництвом Радянського Союзу. Керівна комуністична партія відмовилася від монополії на владу після революцій 1989 року і дозволила проведення багатопартійних виборів. Пізніше Болгарія перейшла до демократії та ринкової економіки.
Після ухвалення демократичної конституції у 1991 році, суверенна держава стала унітарною парламентською республікою з високим ступенем політичної, адміністративної та економічної централізації. Населення чисельністю у 6,5 мільйона проживає головним чином у Софії та столицях 26 інших провінцій. Населення країни скорочується з кінця 1980-х років. 
Болгарія є членом Європейського союзу з 2007 року, Організації Об'єднаних Націй з 1955, НАТО з 2004; країна є державою-засновницею Організації з безпеки та співробітництва в Європі і тричі займала місце в Раді Безпеки ООН. Її ринкова економіка входить до Єдиного європейського ринку і здебільшого покладається на послуги, за якими йдуть промисловість, особливо машинобудування та видобуток металів, корисних копалин і переробка сировини, а також сільське господарство. Однією з основних галузей економіки також є туризм. Поширена корупція, що є головною соціально-економічною проблемою; країна потрапила до категорії найбільш корумпованих країн Євросоюзу станом на 2018 рік.

## Етимологія і походження болгар
Назва країни походить від назви тюркських племен булгари, які населяли з IV століття степи Північного Причорномор'я до Каспійського моря і Північного Кавказу і мігрували у 2-й половині VII століття частково в Подунав'ї, а пізніше в Середньому Поволжі та ряді інших регіонів. Деякі історики ставлять під сумнів ідентифікацію булгар, як представника тюркських племен, висловлюючи гіпотезу про їхнє північноіранське походження. Етнонім «булгари», можливо, виник з прототюркського слова bulģha («змішувати», «струшувати», «перемішувати») і його похідного bulgak («повстання», «безлад»). Альтернативні етимології виводять походження етноніма з монгольського bulğarak («відокремити», «відокремити») або від з'єднання пратюркського bel («п'ять») і gur («стріла» у сенсі «плем'я»), передбачуваного поділу утигурів або оногурів («десять племен»).
Альтернативна гіпотеза походження назви країни пов'язує її з особливостями вимови назви річки Волга, біля берегів якої мешкали ці племена, і поступово трансформувалося: Volga — Volgarii — Volgaria — Bolgaria — Bulgaria.

## Історія

### Давні часи
Територія сучасної Болгарії була заселена ще у кам'яній добі. У бронзову добу там жили фракійські племена, у XI—VI ст. до н. е. тут існувала фракійська держава. У 1 ст. до н. е. цей регіон завоювала Римська імперія, фракійці поступово романізувалися. Після поділу Римської імперії територія Болгарії залишилася за Візантією.

### Середньовіччя
З першої половини VII ст. на південь від Дунаю поселилися племена слов'ян. Разом з протоболгарами слов'янські племена в 681 році створили державу Болгарію, яка займала територію сучасної Північної Болгарії. На чолі держави став хан Аспарух, а її столицею — місто Пліска.
803—814 — хан Крум створив закони, завойовував Сердику (Софію), доходить до Цареграда (Константинополь).
Упродовж IX—X століть Болгарія значно розширила свої кордони, зміцнила військовий і політичний авторитет в Європі. Після створення Кирилом і Мефодієм слов'янської писемності та літератури (855 р.) Болгарія перетворилася на перший слов'янський культурний центр.
852—889 — правління князя Бориса I, він хрестив усіх болгар (865) і прийняв учнів Кирила і Мефодія. Прийняття християнства як офіційної релігії відіграло важливу роль у завершенні процесу створення болгарської народності.
893—927 — правив цар Симеон I, «Золота доба» болгарської культури.
1331—1371 — правив цар Іван Александр — розквіт болгарської культури, він поділив Болгарію на Тирновську та Видинську.
1393 — османи завоювали Тирново.
1396 — османи завоювали Видин, Болгарія потрапила під їхню владу. Упродовж п'яти століть болгарський народ зазнавав жорстокої феодальної експлуатації, був позбавлений будь-яких політичних прав.

### Перше болгарське царство

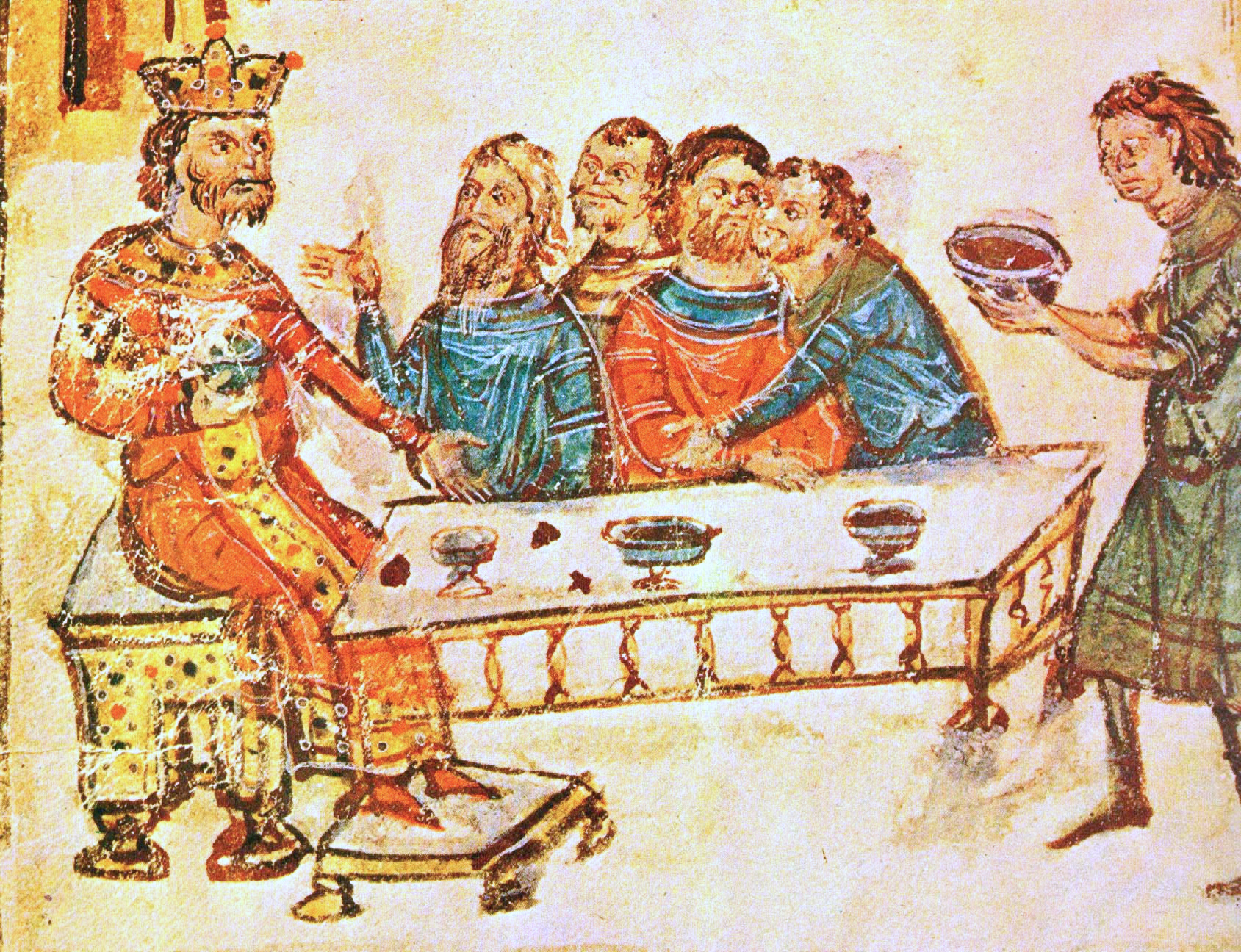
Хан Крум зробив собі чашу з черепа імператора Никифора I.

У 632 році хану Кубрату вдалося об'єднати протоболгарські племена, які були до цього під владою Західно-тюркського каганату у свою країну, яку візантійські історики назвали Старою Великою Болгарією. Приблизно встановлені межі цієї країни: нижня долина Дунаю на заході, Чорне та Азовське моря на півдні, річка Кубань на сході та річка Дон на півночі. Незабаром після свого утворення Велика Болгарія вела війну з хозарами, яка закінчилася на початку 770-х років. До цього часу хозари змогли завоювати території на схід від Дніпра.
По смерті хана Кубрата його сини та родичі повели значні верстви населення до нових поселень:
- Батбаян (старший син Кубрата) залишався на чолі залишків Великої Болгарії лише три роки (665—668), після чого перейшов під владу Хазарського каганату;
- Котраг (другий син) зумів перебратися на північ до Поволжя, де заснував Волзьку Болгарію, яка прийняла іслам як державну релігію, існувала до XIII століття, і остаточно підкорена Іваном Грозним у XVI столітті, а нині так звану Республіку Татарстан і Республіку Башкортостан;
- хан Аспарух (третій син) пішов у Малу Скіфію (гирло Дунаю), і звідси попрямував на Балкани, заснувавши Булгарське ханство, нащадком якого є сучасна республіка Болгарія.
- Кубер (немає переконливих доказів того, що він був родичем Кубрата) привів деякі болгарські племена до Паннонії, до земель Аварського каганату, але пізніше разом з ромськими втікачами поселився у візантійському регіоні Македонії.
- Альцек (імовірно наймолодший син Кубрата), оселився в районі Беневентум (Італія) при королі ломбардів, Грімвальді, про що свідчать літописи Павла Диякона.

Болгари здійснювали безліч набігів на Балканах в VI — початку VII столітті, так що Балкани їм були добре знайомі (візантійський історик Марцеллін Комес відносить їхні перші набіги на 491—498 роки). У 670 році болгари на чолі з ханом Аспарухом після вигнання хозарами оселилися у Малій Скіфії та з дозволу візантійської влади взяли на себе функції безпеки вздовж кордону імперії. На території Візантії на північ від Балканських гір слов'янські племена були численні, але через свою розрізненість не могли протистояти добре організованим візантійським військам. У слов'ян не було кінних військ, ополчення складалося тільки з піхоти, і їм був потрібен союз з кінним народом. А болгари мали одну з кращих кіннот того часу — серед болгар «джигітування» починалося у віці 3—4 років від роду. На території сучасної північної Болгарії існував союз Семи слов'янських племен — від річки Тимок на захід, Балканські гори на південь, Чорне море на схід і Дунай на північ — це були ті слов'янські племена, з яким болгарський хан Аспарух і уклав союз. Союз цей був взаємовигідним, хоча аж до хрещення Болгарії в 863 році болгари становили аристократію та верховенство армії. Однак уклавши союз болгари фактично порушили домовленості з імперією. Точні причини, чому відносини між болгарами та Візантією погіршилися, невідомі, але в битві 680 року 40-тисячна візантійська армія на чолі з басилевсом Костянтином IV зазнала поразки в битві при Онгале. Згодом імперія була змушена підписати мирний договір у 681 році. За ним Візантія зобов'язалася сплачувати щорічну данину новій болгарській державі. Це є офіційною точкою відліку існування Першого Болгарського ханства. Столицею держави стало укріплене селище Плиска, хоча ймовірно це не відбулося одразу після підписання договору. Одразу після війни Болгарія Аспаруха охоплювала землі з північних схилів Балканських гір на південь, до річки Дунай на півночі та від річки Іскир на заході до Чорного моря на сході. З півдня її сусідом була Візантія, із заходу — Аварський каганат, зі сходу — хозари. До складу держави увійшли тюркомовні протоболгари, слов'яни та невелика частина місцевих фракійців. Згодом ці етноси утворили народ слов'янських болгар, які отримали назву по країні та говорили мовою, від якої утворилася сучасна болгарська. На початку IX століття територія держави істотно розширилася за рахунок завойованого Аварського каганату.

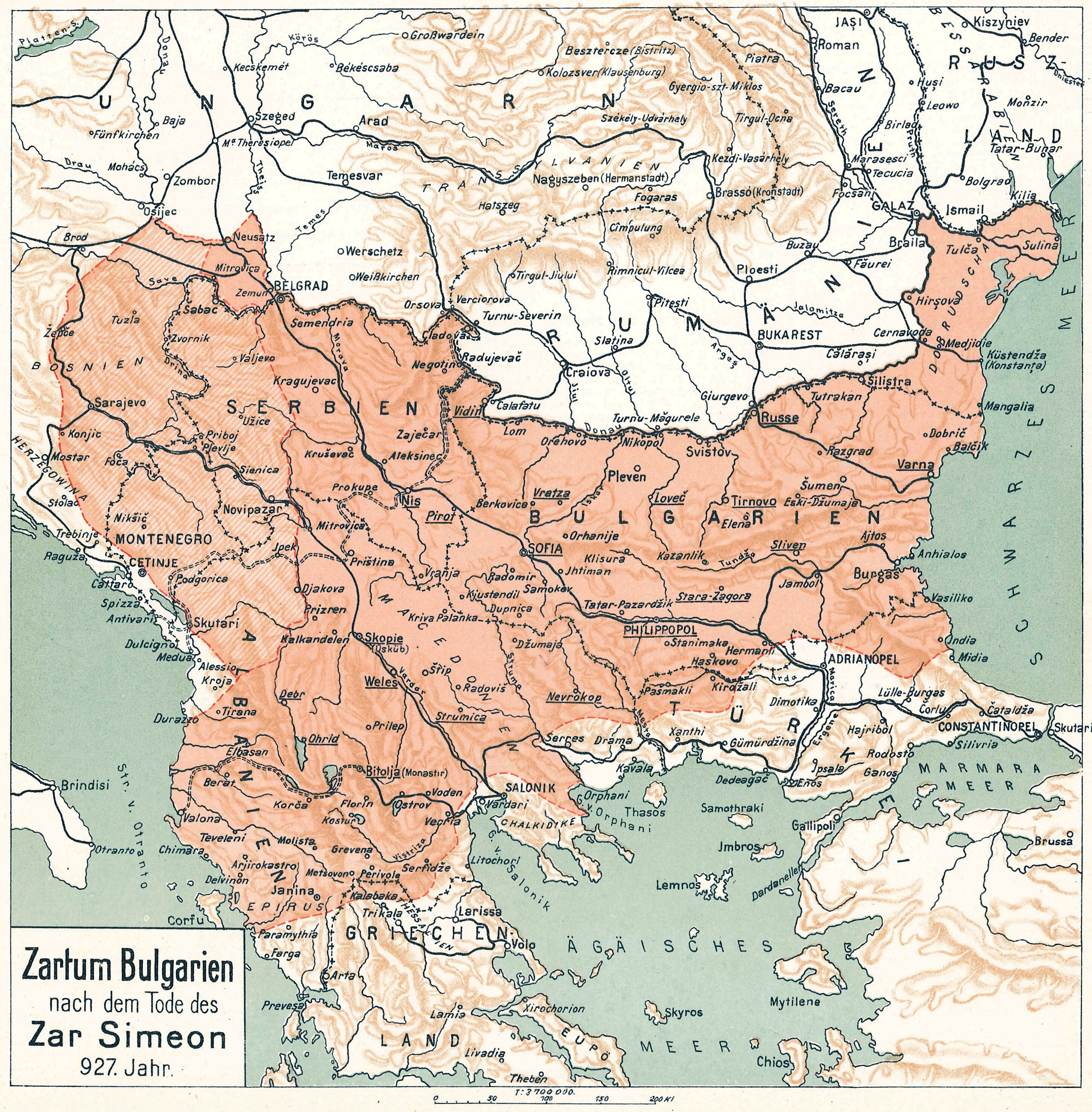
Перше Болгарське царство при Симеоні I

До 865 року правителі Болгарії носили титул («кан ювиги або ханас ювигий»; за візантійськими джерелами «архант», за латинськими — «рекс, принцепс», слов'яни — «князь»). Від Тервела, сина Аспаруха до Омуртага країна територіально збільшувалася. При Борисі I країна офіційно прийняла християнство (в той час церква ще не була розділена на західну і східну гілки) і правителі стали носити титул князя. За Симеона, який перед своєю смертю назвав себе царем, держава досягла свого геополітичного апогею і включало території сучасних Болгарії, Румунії, Північної Македонії, Сербії, східну частину сучасної Угорщини, а також південну Албанію, частину континентальної Греції, південно-західну частину України та майже всю територію європейської Туреччини. Столицею став Преслав, на противагу колишній язичницькій столиці. За часів Бориса і Симеона Болгарська держава також пережила небувалий культурний розквіт, що почався зі зміни тодішньої писемності Кирилом і Мефодієм для перекладу християнських книг, через нерозуміння деяких слов'янських букв, які були скасовані, і введення декількох грецьких, названої згодом кирилицею, був створений величезний корпус середньовічної болгарської літератури. Болгарська література — найдавніша зі слов'янських виникла ще в 886 році, з виникненням Преславської книжкової школи. А староболгарська мова, відома ще і як церковнослов'янська, зробила сильний вплив на християнізацію багатьох слов'янських країн (особливо — Київська Русь) і розвиток слов'янської культури.

Болгарське царство часів Сімеона I

Дуже часто Болгарське царство змушене було воювати з Візантією. Після вдалих воєн і завоювань амбіції Симеона зросли настільки, що він вважав, що повинен стати імператором Візантії, підкоривши її, а також домагався міжнародного визнання статусу імперії (царства) для своєї держави і незалежної церкви. Його мрії здійснилися частково за правління його сина, проте Симеон помилився, призначивши своїм спадкоємцем свого другого сина — Петра I, який вважав, що його покликання — бути ченцем, а не царем. В кінці правління Петра імперія болгар стала тріщати під ударами Візантії і угорців, а фінальним ударом став похід київського князя Святослава, який за допомогою не дуже великого війська на час захопив столицю і частину території. Майбутній цар і полководець Самуїл встиг повернути велику частину території імперії, проте були загублені столиця та фракійські території, що складали «серце країни», а також північно-західні території, що дісталися угорцям.
У 1018 році за царя Пресіана II Болгарія була завойована Візантією і припинила своє існування як держава майже на два століття. З 1018 по 1187 роки територія Болгарії була провінцією Візантії, хоча була підтверджена автономія болгарської церкви (Охридського архієпископа). Країна пережила за цей час два невдалих повстання Петра II Деляна і Костянтина Бодина. У XI столітті Болгарії у складі Візантії послідовно загрожували нормани, печеніги та угорці.

### Друге болгарське царство
У 1185—1187 роках повстання під керівництвом братів Асенів Івана I та Петра IV призвело до звільнення країни від візантійського панування і формуванню Другого Болгарського царства. Два брати постають перед імператором Ісааком II Ангелом, вимагаючи, щоб їх зарахували до стратіотів (найманців), і їм надали майно, щоб перетворитись на місцевих феодалів, підпорядкованих басилевсу. Ісаак II відмовив їм, а вони своєю чергою пригрозили йому, що через його рішення відбудуться заворушення. Насправді вони просто шукали привід для подальшого розпалення ситуації на болгарських землях. За короткий час повстання охопило територію від Балканських гір до Дунаю. Візантія успіху в подоланні повстання не мала. Навіть після оголошення хрестового походу візантійці отримали поразку в 1190 році і змушені були запропонувати мир. З цього часу почався і союз болгар з половцями, відомими в Болгарії як кумани — половці неодноразово воювали поруч з болгарами проти візантійців.
Друге Болгарське царство проіснувало з 1187 по 1396 рік, новою столицею стало місто Тирново. У 1197 році Асен I був убитий бунтівним боярином Іванко, який перейшов на сторону Візантії. Петро, середній з братів, теж загинув від руки вбивць. Новий цар Калоян, який посів престол в 1197 році, жорстко придушив опозицію і почав швидке розширення Болгарії. Останній оплот Візантії в північній Болгарії, Одесос (нині м. Варна), був узятий штурмом 24 березня 1201 року, у пасхальну неділю. Весь візантійський гарнізон був перебитий і похований у ровах фортеці. Калоян, який під час царювання свого брата Асена I був заручником у Константинополі, здобув гарну грецьку освіту. Надалі він отримав прізвисько «Ромеєбійця». За словами візантійського літописця Георгія Акрополита «Він мстився ромеям за те зло, яке вчинив болгарам імператор Василь I, і сам називав себе Ромеєбійцею … І справді, ніхто інший не вчинив ромеям так багато горя!». Скориставшись розгромом Візантії хрестоносцями, він завдав кілька великих поразок Латинській імперії, розгромивши війська IV Хрестового походу, і поширив свій вплив на більшу частину Балканського півострова. Після взяття Константинополя військами четвертого хрестового походу, Калоян почав листування з папою Інокентієм, і отримав від нього титул «імператор». У 1205 році, незабаром після розгрому хрестоносців, болгарські війська придушили візантійське повстання в місті Пловдив — ватажок повстання Олексій Аспіета був повішений головою вниз. 4 вересня 1207 року Боніфацій Монферратський, король Фессалоніцький, загинув у битві з болгарами поблизу Мосінополя, з його черепа Калоян зробив чашу.
По смерті Калояна Болгарія втратила значну частину території, але потім досягла найвищої могутності за Івана Асена II (1218—1241), який контролював практично весь Балканський півострів. Економіка країни була заснована на сільському господарстві (Дунайська рівнина і Фракія), видобутку руди та виплавці заліза. Взагалі впродовж середньовіччя Болгарія не сильно відрізнялася від інших країн Європи. Металургія розвивалася в XII—XIV століттях. У Болгарії було також розвинене золотовидобування і видобування солі. У 1235 році був відновлений болгарський патріархат, але все своє правління Іван Асен II підтримував стосунки з католицькими країнами. В останній рік свого правління переміг татаро-монголів, що прийшли з Угорщини.
Після смерті Івана Асена II держава стала слабшати. Монголи все-таки розорили його в 1242 році, і Болгарія змушена була платити їм данину. У XIII столітті Болгарія знову втратила велику частину своїх територій, які перейшли до Угорщини і спадкоємцям Візантії, а також втратила контроль над Волощиною. Династія Асенів перервалася в 1280 році. Цар Феодор Святослав з наступної династії, Тертерів, в 1300 році підписав угоду з татарами, за яким отримав Бессарабію і перестав платити данину. У 1322 році він же підписав договір з Візантією, який закінчив довгий період воєн.
Подальша історія Болгарії являла собою постійні війни з Угорщиною та Сербією. Короткий період розквіту припав на початок правління царя Івана Александра (1331—1371), коли Болгарія змогла перемогти сербів і встановити контроль над Родопами й узбережжям Чорного моря. На цей час також припадає піднесення культури, що отримало назву «другої золотої доби».
У 1353 році в Європу переправилися османи, які взяли 1362 року Пловдив, в 1382 — Софію, а в 1393, після тримісячної облоги, — Велико-Тирново. Після смерті Іоанна-Олександра Болгарія розпалася на дві держави — зі столицями у Видині і Велико-Тирново — і не змогла надати османам ніякого опору. Останнє місто Тирновського царства, Нікополь, було узяте османами в 1395 році, а Видинське царство — в 1396 році. Друге Болгарське царство припинило своє існування.

### Видинське царство
Після падіння в 1395 році Тирновського царства і завоювання в 1396 році Видинського царства, на престол Видина зійшов Костянтин II Асен, син Івана Срациміра. Він правив то як васал османського султана, то як угорського короля, а також на час оголошував незалежність, але тим не менше його влада поширювалася як мінімум на частину колишнього Видинського царства. У період з 1396 по 1422 рік ці залишки Видинського царства і являли собою Болгарію. Суперечок між Тирново і Видином вже не було. Ряд іноземних держав визнавав Костянтина II Асена саме як правителя Болгарії. У такому вигляді Болгарія продовжувала існувати до 1422 року, коли після смерті Костянтина II Асена, Видинське царство перестало згадуватися в джерелах (мабуть, воно було остаточно ліквідовано османами).

### Османське панування

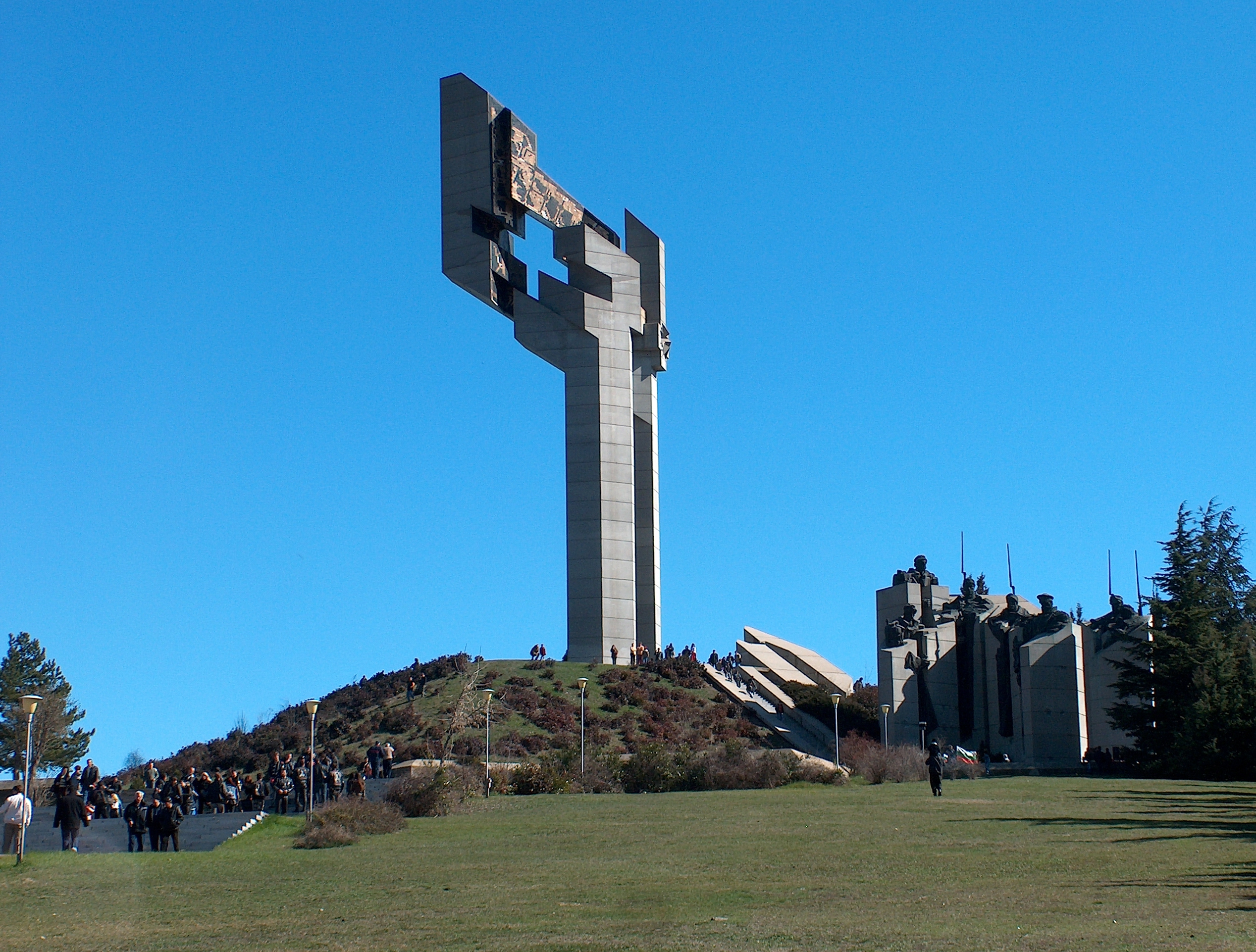
Пам'ятник захисникам Стара-Загори.

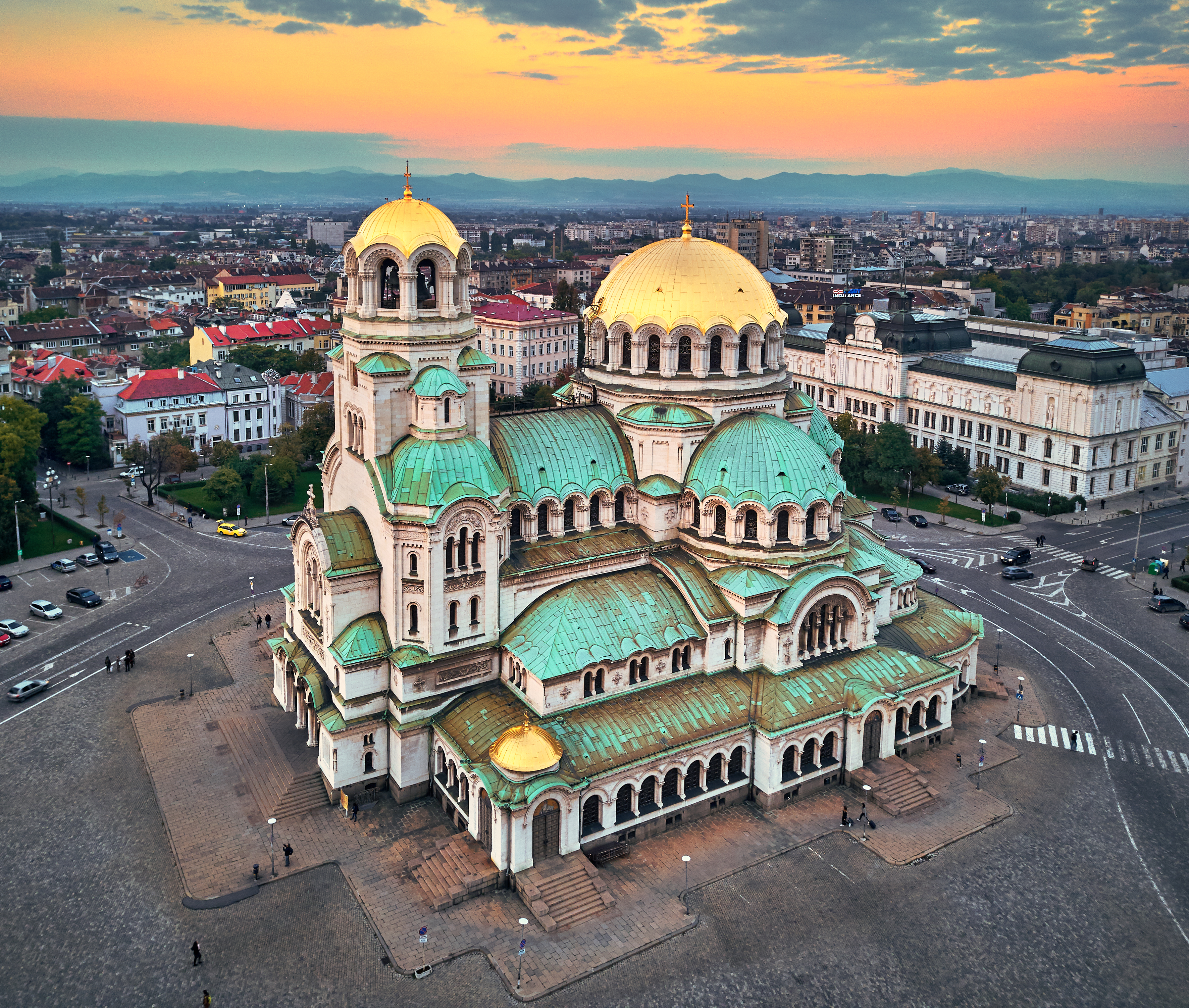
Собор Олександра Невського, Софія

У кінці XIV століття Болгарія була завойована Османською імперією. Спочатку вона перебувала у васальній залежності, а в 1396 році султан Баязид I анексував її після перемоги над хрестоносцями у битві при Нікополі. Результатом п'ятисотлітнього османського правління було повне розорення країни, знищення міст, зокрема, фортець, та зменшення населення. Вже у XV столітті всі болгарські органи влади рівнем вище комунального (сіл та міст) османська влада розпустила. Болгарська церква втратила самостійність та була підпорядкована константинопольському патріарху. Період 1396—1878 років у болгарській історії відомий як період османського ярма.
Земля формально належала султанові як представнику Аллаха на землі, але реально її отримували в користування сипахи, які повинні були виставляти кінноту у воєнний час за наказом султана. Кількість війська була пропорційна розміру земельного володіння. Для болгарських селян ця система феодального землеволодіння спочатку була легша, ніж стара феодальна болгарська, але османська влада була глибоко ворожа до всіх християн. Незважаючи на те, що ті селяни, які жили на землі, що належала ісламським релігійним установам — вакіф — володіли деякими привілеями, усі болгари були в безправному статусі — т. зв. «райя» (тур. stada). Свобода болгар, які проживали в Османській імперії, була обмежена, позаяк османи відносили їх до «громадян другого сорту». Права корінного болгарського населення на захоплених землях вважалися нерівними правам османів, у тому числі і через віросповідання. Показання християн проти османів не бралися судом. Болгари не могли носити зброю, їздити на конях, їхні будинки не могли бути вище будинків мусульман (в тому числі й не османів), а також мали безліч інших правових обмежень. Більшість болгар залишилися християнами. Звернені в іслам болгари — т. зв. помаки, в основному в Родопах, зберегли болгарську мову та багато традицій.

### Новий час
1762 — відродженець-монах Паїсій Хилендарський пише «Історію Слов'яноболгарську» — початок Болгарського відродження.
1868—1873 — революціонер («Апостол свободи») Васил Левски створює внутрішню революційну організацію Болгарії (за указом султана його повісили 19 лютого 1873 у Софії).
1876 — Квітневе повстання проти османів придушено масовими репресіями.
1877—1878 — російсько-османська війна. 3 березня 1878 — підписання Сан-Стефанського мирного договору, відповідно до якого Болгарія здобула незалежність.
1879 — установчі збори голосують за Тирновську конституцію і вибирають князем Александра Батенберга (роки правління — 1879—1886).
1887 — князем в результаті перевороту обраний Фердинанд Сакскобурготський (роки правління — 1887—1918), який і проголосив незалежність Болгарії 1908 року.

### XX століття

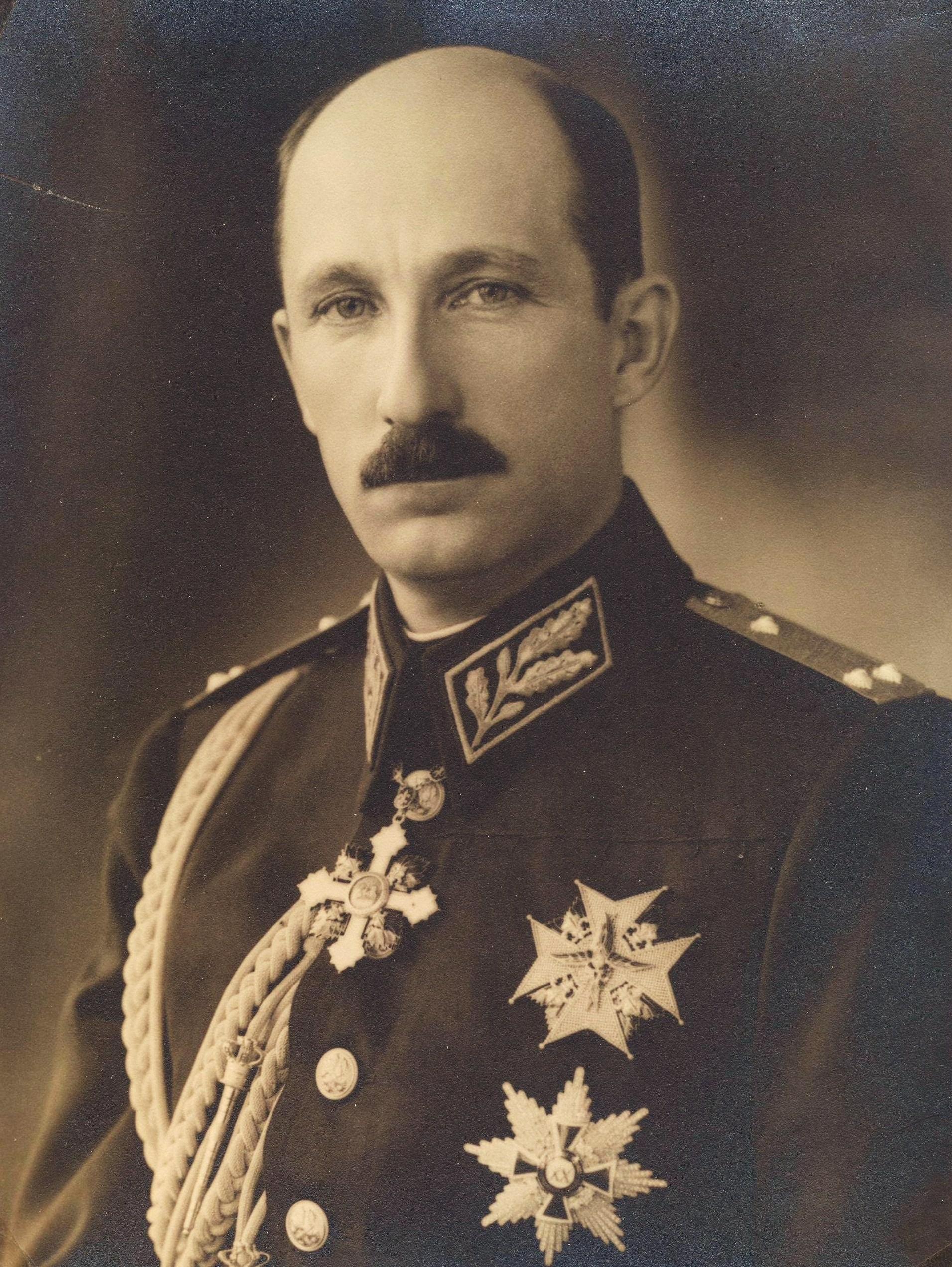
Борис III

1908 — проголошення Болгарії незалежним царством. Після першої та другої Балканських воєн (1912—1913 рр.), а згодом першої світової війни Болгарія втратила частину своїх територій (Північна Добруджа відійшла до Румунії, Македонія — до Греції, частково до Сербії, пізніше — до Югославії).
1918 — відмова від престолу царя Фердинанда на користь Бориса ІІІ.
1944 — англо-американські війська бомбардують Софію, Радянський Союз оголошує війну Болгарії (нота від 5 вересня), Червона армія входить у Болгарію 8 вересня, відбувся переворот (9 вересня) — Болгарія включається у війну проти Німеччини.
1947 — підписано мирний договір між Болгарією і державами-переможцями, опозицію ліквідовано, прийнята нова конституція, починається радянізація країни і тоталітарне керування.
1989 — початок демократизації Болгарії, прийнята нова конституція.
1991 — Болгарія стає членом Ради Європи.
1995 — одержує статус асоційованого члена Європейського Союзу.
1997 — Болгарія офіційно заявляє свою кандидатуру на членство в НАТО.
1999 — Болгарія одержує запрошення на переговори щодо питання приєднання до Європейського Союзу.
2004 — вступ Болгарії до НАТО.
1 січня 2007 — вступ Болгарії до ЄС.

## Географія

Фізична мапа Болгарії.

### Географічне положення
Максимальна відстань із заходу на схід 520 кілометрів, з півдня на північ — 330 кілометрів. Болгарія має спільний кордон на півночі з Румунією, на заході із Сербією та Північною Македонією, на півдні з Грецією та Туреччиною. Чверть території займають ліси — одні з найгустіших у центральній Європі.

### Природні умови
Велика частина країни — гірські хребти Стара-Планина, Средна-гора, Рила з горою Мусала (найвища точка Балканського півострова, 2925 м), Пирин, Родопи. На півночі Болгарії — Ніжньодунайська рівнина, в центрі — Казанликська улоговина, південніше — розлога Верхньофракійська низовина.
Великі річки Болгарії: Дунай, Мариця, Іскир. Ліси займають близько 1/3 території, переважно листяні. Болгарія славиться олійними трояндами, які квітнуть по всій Казанликській долині, відомій як Трояндова долина. Високо в горах зростають дуже рідкісні та красиві квіти — едельвейси. Усьому світу знайомі сорти болгарського тютюну.
Національні парки Болгарії: Вітоша, Народний парк Золоті піски, Ропотамо, Стенето тощо. Болгарська прибережна смуга протягнулася на 648 км. Місцями її ширина досягає 100 м.
Клімат помірний, на півдні перехідний до середземноморського. На рівнинах середні температури січня від −2 до 2°C, липня до 25°C. Опадів щорічно випадає від 450 мм на рівнинах, до 1300 мм — в горах. Завдяки легкому морському бризу влітку немає виснажливої спеки.

## Населення
Під час соціалізму в Народній республіці Болгарія населення зросло до близько 9 мільйонів осіб. 9-мільйонний болгарин мав народитися у 90-х роках, але після повалення режиму Тодора Живкова цього не трапилось. Починаючи з 1989 року, кількість населення почала знижуватися і за оцінками Національного статистичного інституту в Болгарії у 2010 році проживало 7 576 751 осіб. Природний приріст населення є негативним (−0,79 % за 2009 рік) і є третім найнижчим у світі — тільки Чорногорія і острови Кука мають ще нижчі рівні зростання чисельності населення (−0,85 % та −3,30 % відповідно). Середній вік болгар оцінюють у 41,4 роки, один з найнижчих у Європі, а тривалість життя становить 73,1 роки, одна з найвищих на континенті.

### Національний склад
За даними перепису 2001 року 83,9 % населення країни складають болгари, в той час як інші дві найчисельніші етнічні групи — турки та цигани — становлять 9,4 % та 4,7 % населення відповідно.

### Релігія
Більшість громадян Болгарії є православними християнами. Згідно з переписом 2001 року вони становлять 82,6 % населення країни, 12,2 % громадян сповідує іслам, 43,8 тис. католиків, 42,3 тис. протестантів. 4 % населення — віряни інших релігій.

### Освіта
Освіта в Болгарії знаходиться під наглядом Міністерства освіти та науки. З 2012 року обов'язкова освіта включає два роки в початковій школі (як правило, починаючи з 5 років). Освіта є обов'язковою до віку 16 років. Освіта в державних школах безкоштовна, крім вищих навчальних закладів, коледжів та університетів. Система вищої освіти Болгарії була повністю реорганізована в середині 1990-х років.

## Адміністративний поділ
В адміністративному плані Болгарію поділяють на 6 регіонів, які своєю чергою поділяють на 28 областей.
| - Благоєвград - Бургас - Добрич - Габрово - Хаськово - Кирджалі - Кюстенділ - Ловеч - Монтана - Пазарджик - Перник - Плевен - Пловдив - Разград | - Русе - Шумен - Сілістра - Сливен - Смолян - Софія - Софійська область - Стара Загора - Тирговиште - Варна - Велико-Тирново - Видин - Враца - Ямбол |

Області поділяють на 265 муніципалітети.

## Політика
Найбільшими партіями в країні є:
- Громадяни за європейський розвиток Болгарії — консерватори
- Болгарська соціалістична партія — соціал-демократи
- Рух за права і свободи — партія етнічних турків
- Атака — націоналісти

## Економіка

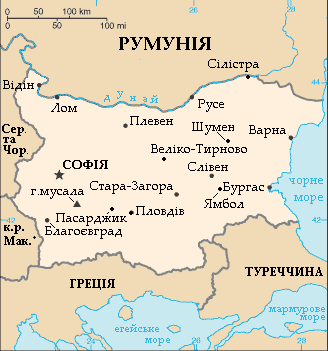
Мапа Болгарії

Болгарія — індустріально-аграрна країна. Основні галузі економіки: машинобудівна та металообробна, харчова, хімічна, текстильна, конструкційних матеріалів. Основний транспорт — залізничний, автомобільний, морський, повітряний. Головні морські порти: Варна, Бургас. У Болгарії 10 аеропортів, з них три міжнародних — в Софії, Варні й Бургасі. В Болгарії дозволено гральний бізнес, при цьому ця сфера жорстко контролюється державою.
За даними The Heritage Foundation 2001: ВВП — 11,3 млрд доларів США. Темп зростання ВВП — 3,5 %. ВВП на душу населення — 1 372 долари США. Прямі закордонні інвестиції — 14 млн доларів. Імпорт (головним чином верстати, обладнання для ГЕС і АЕС, автомобілі, вугілля, нафта та електроенергія) — 5,8 млрд доларів (головним чином Росія — 20,1 %; Німеччина — 14,0 %; Італія — 7,7 %; Греція — 5,8 %; США — 4,0 %). Експорт (електромотори, електрокари, судна, синтетичні волокна, трояндова олія і лікарські трави) — 5,6 млрд доларів (головним чином Італія — 12,8 %; Німеччина — 10,5 %; Греція — 8,8 %; Туреччина — 7,9 %; Росія — 5,5 %).
Грошова одиниця — болгарський лев. У 1 леві — 100 стотинок. У обігу перебувають купюри від 1, 2, 5, 10, 20, 50, а з 2003 — ще і 100 левів. В обігу також і металеві монети меншої вартості.
Валютне регулювання. Ввезення іноземної валюти не обмежене (декларація обов'язкова), національної валюти — в еквіваленті до 2 000 доларів США. Дозволений вивіз ввезеної іноземної валюти, національної — в еквіваленті до 2 000 доларів США. Зворотний обмін болгарської валюти при виїзді обмежений. Румунську валюту обміняти в Болгарії неможливо.
Рівень безробіття: 4,6 % (2019)
Державний устрій: Болгарія — республіка з парламентським правлінням (за Конституцією Республіки Болгарія, прийнятою 12 липня 1992 року). Глава держави — Президент, законодавчу владу здійснюють Народні збори, виконавчим органом влади є Рада Міністрів (уряд).

### Корисні копалини
Запаси корисних копалин у Болгарії невеликі. Найважливіші корисні копалини — лігніти, руди заліза, свинцю, цинку і міді. Країна має промислові запаси мідної руди на 30—50 років, золотовмісних руд — на 20 років, свинцевих і цинкових руд — на 20 років, залізняку, марганцевої руди і вугілля, індустріальної сировини і декоративного каменя — більш ніж на 200 років. Загальна цінність розвіданих мінеральних ресурсів (не вважаючи нафти і газу) становить близько 320 млрд доларів США. Відносна частка окремих різновидів ресурсів наступна: вугілля — 54,47 %; руди кольорових і дорогоцінних металів — 5,69 %; чорних металів — 2,05 %, індустріальної сировини — 23,64 % і декоративного каменя — 14,15 %.

### Туризм
Болгарія — невелика країна, але з винятково багатою природою. Тепле, чисте і спокійне море, гори, безліч мінеральних джерел з цілющими водами, пам'ятники культури і архітектури, живий, колоритний фольклор — все це привертає сюди туристів. Сотні готелів, ресторанів і розважальних закладів створюють умови для повноцінного відпочинку. У 2018 році Болгарію відвідали 488 тис. українських туристів.

### Курорти
Найпопулярніші курорти Болгарії — Албена, «Золоті піски», Рив'єра, Сонячний Берег, Созополь.
Курорт Албена розташований у північній частині чорноморського узбережжя Болгарії. Найближче велике місто — Варна — розташоване за 45 км. Цей курорт є наймолодшим і разом з тим найфешенебельнішим курортом Болгарії. Тутешні готелі славляться високим рівнем сервісу і величною, авангардною архітектурою, майстерно вписаною в природний ландшафт. Незважаючи на солідну місткість, курорт розташований досить компактно і відрізняється зручним плануванням. Прямо поряд з готелями починається ліс, завдяки чому на курорті панує особлива затишна атмосфера. Довжина пляжу, покритого найчистішим золотавим піском, досягає 7 км, ширина доходить до 150 м. Клімат тут помірний, теплий. Сезон в Албені триває з початку травня до кінця жовтня.
Курорт «Золоті піски» розташований у північній частині узбережжя Болгарії, за 18 км від Варни. Це, мабуть, найвідоміший і найпопулярніший курорт Болгарії. Особливу гордість тутешнього персоналу викликає те, що «Золоті піски» визнані найчистішим курортом цієї країни, що не дивно, адже місцева влада завжди приділяла особливу увагу екології свого регіону. До речі, Золоті піски були також удостоєні престижної міжнародної нагороди «Синій Прапор» (знак бездоганного екологічного статусу), що зайвий раз підтверджує ексклюзивний характер відпочинку на цьому курорті. Довжина пляжної смуги досягає 3,5 км при середній ширині в 50—100 м. Пісок тут і справді золотого кольору — дуже дрібний і чистий, море завжди прозоре і тепле.
Курорт Рив'єра розташований недалеко від Золотих Пісків, за 17 км від Варни. У минулому цей курортний комплекс був урядовою резиденцією, місцем відпочинку і роботи вищого керівництва країни. Сьогодні тут розташувалася невелика курортна зона, дуже тиха і затишна. Рив'єра ідеально підходить для спокійного сімейного відпочинку. Оздоровчий комплекс курорту пропонує програми бальнеологічного лікування.
Сонячний Берег — це найбільший курорт Болгарії. Курорт розташований за 30 км на північ від Бургаса, в екологічно чистій зоні — далеко від великих транспортних артерій та великих міст. Пляж завдовжки досягає 10 км, середня ширина становить 35 м. Пісок дрібний і золотистий. Курорт лідирує не тільки за кількістю туристів, що приймаються за сезон, але й за кількістю різноманітних розважальних закладів: понад 250 ресторанів, безліч барів і кафе, нічні клуби та дискотеки, казино та ігрові центри. До Сонячного берега завжди зручно добиратися — міжнародний аеропорт Бургаса, залізничний вокзал і міжнародний морський порт забезпечують швидкі й зручні сполучення з усіма точками світу; українські турфірми пропонують влітку також і автобусні тури. Поряд з курортом розташоване стародавнє місто Несебр, засноване фракійцями ще в античні часи і внесене до спадщини ЮНЕСКО.

### Транспорт
Залізничний транспорт є найдешевшим пасажирським та вантажним транспортом в Болгарії. Залізнична мережа добре розвинена і покриває більшу частину території країни. Загальна довжина залізничних колій країни, станом на 2014 рік, становила 5 114 км (36-те місце у світі). Загальна довжина залізниць — 6,6 тисячі км, підприємство «Болгарські державні залізниці» є державною компанією, є найбільшим залізничним оператором країни.
Водний транспорт — судноплавство по Дунаю. Основні порти: Варна, Бургас. Морський поромний зв'язок з Україною — Варна — Чорноморськ.

## Природа

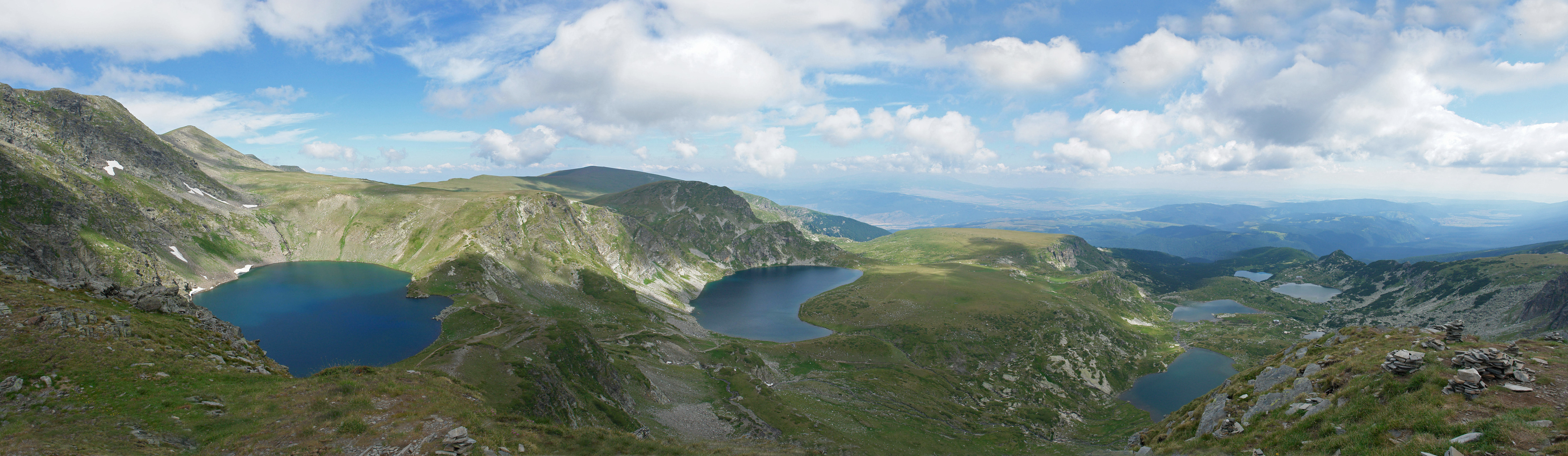
Сім Рильських озер на схилах Рильських Гір

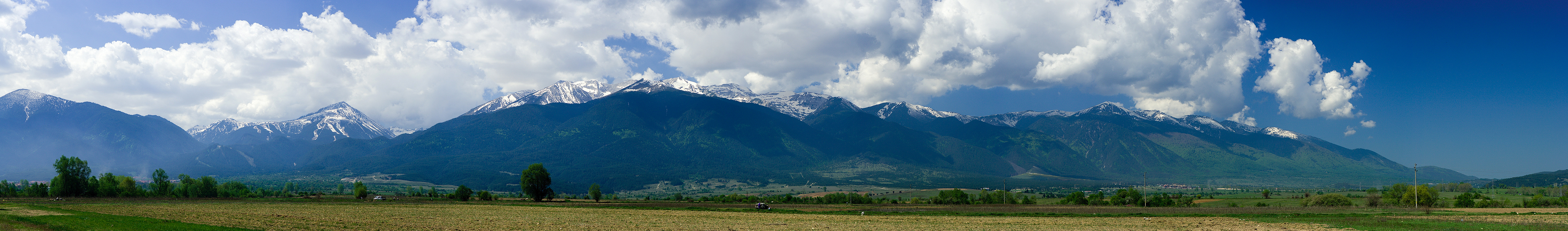
Панорама Пирину

Понад 2/3 території країни займають низовини, рівнини і височини (до 600 м). Середні абсолютні висоти близько 470 м. Більшу частину країни займають гірські хребти Стара-Планина, Средна-Гора, Рила з горою Мусала (висота 2925 м — найвища точка Балканського п-ва), Пирин, Родопи. На півночі — Нижньодунайська рівнина, в центрі — Казанликська котловина. Південніше — велика Верхньофракійська низовина. Клімат помірний, на півдні перехідний до середземноморського. Річки: Дунай, Мариця.

## Державні символи
Державний прапор: Державний прапор Болгарії складають біла, зелена та червона горизонтальні смужки із гербом у лівій верхній частині. Біла смуга — символ миру та свободи, зелена — природні багатства країни, червона — символ мужності та крові патріотів, яку пролито в боротьбі за незалежність. Прапор у нинішньому варіанті існує від 1947 року.
Державний герб: Герб Республіки Болгарія — це золотий коронований лев, що стоїть на задніх лапах, на червоному тлі у формі щиту, під яким напис: «Сила в об'єднанні». Щит тримають із лівої та правої сторони два золотих коронованих прямостоячих левів. Вони стоять на схрещених дубових гілках із жолудями.
Державний гімн: Державним гімном є пісня «Мила Батьківщино».

| Горда Стара планина, до ней Дунава синей, слънце Тракия огрява, над Пирина пламеней. Приспів: Мила Родино, ти си земен рай, твойта хубост, твойта прелест, ах, те нямат край. |

## Збройні сили Болгарії
Збройні сили Болгарії — сукупність військ Республіки Болгарія, призначена для захисту свободи, незалежності і територіальної цілісності держави. Складаються з сухопутних військ, військово-морських та військово-повітряних сил. Верховний головнокомандувач — Президент Болгарії. Призовний вік — 18 років, чисельність збройних сил плановано у 39—45 тис. осіб. Військова повинність скасована 2008, збройні сили Болгарії комплектуються на фаховій основі.

## Культура

### Музика
- Микола Гяуров
- Анна-Марія Равнополська-Дин
- Петко Стайнов
- Десі Слава[20]

### Кухня
Основу болгарської кухні складають численні страви з овочів, але картоплю до столу подають рідко. Удосталь білого хліба і свіжих фруктів та овочів. Гарячу їжу болгари їдять двічі на день: на обід і вечерю. Поширені кисломолочні продукти. Вважають, що саме вони сприяють болгарському довголіттю.
Прочитати меню в болгарських ресторанах просто — болгари користуються кирилицею. Вибір страв місцевої та європейської кухні звичайно широкий навіть в невеликому ресторані.
З перших страв виділяють таратор — холодний суп з йогурту, огірків, часнику і тертих горіхів. Для непідготовленого туриста набір може здатися дивним, але це смачна і корисна страва. Можна замовити борщ.
Одна з найпопулярніших м'ясних страв в Болгарії — мусака — картопля, запечена шарами з сиром, м'ясом, яйцями й іншими компонентами. У мусаку кладуть також помідори або перець. Практично в усіх ресторанах Болгарії подають чушки — солодкий перець у різному вигляді, кебапче — короткі м'ясні ковбаски, присмажені на сковороді або в духовці. До гарячих м'ясних страв можуть запропонувати соус із солодкого перцю — лютеницу. М'ясо рідко подають зі смаженою картоплею. Звичайний гарнір — соковиті тушковані овочі.
Суть болгарської кухні добре передає гювеч — овочі зі шматками баранини, запечені в духовці. На стіл гювеч подають великими порціями.
З холодних закусок можна вибрати плоскі ковбаси «луканка» і «суджук». У меню багато кисломолочних продуктів і сирів. У переробку йде козяче та овече молоко.
З молока овець у гірських долинах Болгарії готують сир кашкавал. Для любителів гострих відчуттів рекомендують бозу — безалкогольний кисло-солодкий напій, який готують з пшона. У містах Болгарії повсюдно продають горішки: солоні, очищені, в шоколаді, з карамеллю тощо. У магазинах можна придбати салати без консервантів. Популярні різні піци. Баніца — несолодке листкове тісто, перекладене солоним сиром, який зветься «сірене», а також м'ясом або шпинатом. Баніци продають у закладах швидкого харчування. Варіанти її наповнення можна вибирати на місці.
У Болгарії багато вин. У деяких крамничках вино продають на розлив, і його ціна значно нижча, ніж в пляшках.

### Спорт
Спорт в Болгарії почав розвиватися після участі країни в I Олімпійських іграх сучасності 1896 року, де Болгарія була однією з 14 країн, що надіслали на них своїх атлетів. Нині найпопулярніший спорт в Болгарії — футбол. Збірна Болгарії з футболу на чемпіонаті світу 1994 року в США зайняла 4-е місце. Болгарія має традиційно високі досягнення в важкій і легкій атлетиці, боротьбі, боксі, волейболі, спортивній та художній гімнастиці, стрілецькому і гребному спорті.
У 2013 році Болгарія приймала у себе чемпіонат Європи з біатлону.

## Україна-Болгарія
Республіка Болгарія посідає важливе місце на балканському напрямку зовнішньополітичних інтересів України, що зумовлено геостратегічним положенням РБ на Балканах, близькістю інтересів у Чорноморському й Придунайському регіонах. Україну і Болгарію єднає етнічна, мовна та релігійна близькість, традиційні економічні, торговельні та культурно-історичні зв'язки. На території України компактно проживає болгарська громада (234 тис. осіб). В РБ мешкає 6 тис. громадян України і вихідців з України.
Під час офіційного візиту Л. Д. Кучми до РБ 24—25 березня 1998 р. Президенти України та Болгарії підписали Декларацію про подальший розвиток та поглиблення співробітництва між двома країнами, в якій висловлене прагнення розвивати відносини у напрямі стратегічного партнерства на основі схожості демократичних та економічних реформ.

### Історія українсько-болгарських відносин
Після російсько-турецької війни 1806—1812 років болгар, які повстали проти Туреччини, було оселене в Буджаку, де вони утворили етнічну групу українських болгар. Пізніше болгари, уродженці Україні, відіграли значну роль у становленні незалежної Болгарії.
Під час Першої Світової війни Болгарія, як одна з Центральних Держав, визнала УНР та Українську Державу, і встановила дипломатичні зв'язки. У другій половині ХХ століття українські та болгарські політичні організації входили до Антибільшовицького блоку народів.

### Договірно-правова база двосторонніх відносин
Основою міждержавного співробітництва є Договір про дружні відносини і співробітництво між Україною і РБ від 5 жовтня 1992 р.
Станом на березень 1999 р. між Україною і РБ підписано 69 різноманітних документів (міжнародні договори, угоди і протоколи), з яких 40 ратифіковано. Із загальної кількості підписаних угод 4 мають міждержавний характер, 24 — міжурядовий; решта — на міжвідомчому рівні; політичних угод — 10, загальноекономічних — 24, в галузі транспорту — 6, в гуманітарній сфері — 15, щодо консульських відносин — 3.

### Політичні відносини
5 грудня 1991 р. уряд РБ офіційно визнав Україну, як незалежну державу, а 13 грудня цього ж року були встановлені дипломатичні відносини на рівні посольств (з 1993 року в Софії діє Посольство України, в Києві з 1992 року — Посольство Болгарії, в Одесі — Генеральне консульство Болгарії). Між Україною та РБ не існує політичних проблем, розбіжностей інтересів і потенційних загроз інтересам України.
Важливим етапом у розвитку двосторонніх відносин став офіційний візит Президента України в Болгарію 5 жовтня 1992 р., під час якого було підписано ряд двосторонніх документів, зокрема, міждержавний Договір про дружні відносини і співробітництво. Цей документ, який набрав чинності 22 березня 1994 р., є правовою основою для формування нової системи відносин між двома країнами на тривалу перспективу.
8—10 грудня 1994 р. відбувся офіційний візит в Україну Президента Болгарії Желю Желєва. В рамках візиту були проведені двосторонні переговори за участі керівників міністерств України і Болгарії з широкого кола питань політичного та економічного співробітництва двох країн. Важливим результатом візиту стало підписання 10 двосторонніх документів про співробітництво у різних сферах.
4—6 вересня 1995 р. в Софії відбулися консультації на рівні заступників міністрів закордонних справ. Обговорювались питання подальшого розвитку двостороннього співробітництва, розширення співпраці між міністерствами закордонних справ двох країн.
19—20 листопада 1995 р. з офіційним візитом у Республіці Болгарія перебував міністр закордонних справ України Г. Й. Удовенко. За підсумками візиту підписано 9 двосторонніх документів і політичну Декларацію міністрів закордонних справ.
28—30 листопада 1995 р. відбувся офіційний візит в Україну парламентської делегації Болгарії на чолі з Головою Народних Зборів РБ Благовестом Сендовим. Під час зустрічей і переговорів з Президентом України Л. Д. Кучмою та іншими високими посадовими особами обговорювались питання розширення договірно-правової бази двосторонніх відносин та взаємодії двох країн на міжнародній арені, шляхи поглиблення міжпарламентських зв'язків.
6—7 березня 1996 р. під час візиту міністра оборони України в Республіку Болгарія було підписано ряд двосторонніх документів у сфері військового співробітництва.
Проблеми двостороннього торговельно-економічного і військово-технічного співробітництва обговорювались 23—24 липня 1996 р. під час офіційного візиту Прем'єр-міністра України в Болгарію. Підкреслювалася необхідність якнайшвидшого розв'язання організаційних питань двосторонньої співпраці, створення спільного українсько-болгарського інвестиційного банку тощо. Були намічені конкретні заходи щодо розвитку виробничої кооперації у базових галузях, зокрема, у ВПК, фармацевтичній промисловості, організації спільних підприємств, підтримки взаємної інвестиційної діяльності, здійснення енергетичних, будівельних проєктів, розвитку транспортної інфраструктури.
30—31 жовтня 1997 року відбувся офіційний візит в Україну Голови Ради Міністрів РБ І.Костова.
24—25 березня 1998 року відбувся офіційний візит у Болгарію Президента України Л. Д. Кучми.
4—5 червня 1998 року в Ялті під час Саміту ЧЕС Президент України Л. Д. Кучма мав зустріч з Президентом РБ П.Стояновим.
12—13 листопада 1998 року з офіційним візитом у Києві перебувала Міністр закордонних справ Республіки Болгарія Н.Михайлова.
14—15 травня 1999 року Президент Болгарії П.Стоянов взяв участь у VI неформальній зустрічі глав держав Центральної Європи у Львові.
Після приходу до влади нового політичного керівництва в Болгарії (1997 рік) було внесено кардинальні зміни у зовнішню політику країни. Серед основних пріоритетів були визначені вступ до європейських структур і НАТО. Продовжуючи пошук шляхів підтримки вступу РБ в європейські та євроатлантичні структури, політичне керівництво РБ співпрацює з Україною як у рамках двосторонніх контактів, так і в рамках міжнародних організацій.
9—10 червня 1999 року — офіційний візит в Україну здійснив Президент РБ П. Стоянов.
10—11 вересня 1999 року — Президент Республіки Болгарія П. Стоянов взяв участь у Балто-Чорноморському саміті, який проходив у м. Ялта.
4 липня 2000 в Україні з офіційним візитом перебував міністр оборони Болгарії Бойко Ноєв. Під час зустрічей у Києві наголошувалося на активній співпраці військових відомств двох держав як важливій складовій співробітництва між Україною і Болгарією.
28—29 липня 2000 року — Прем"єр-міністр України В. Ющенко відвідав РБ з офіційним візитом. Було констатовано динамічний розвиток двосторонніх відносин, спільність євроінтеграційних прагнень двох держав.
4 лютого 2001 року в Софії відбулися політичні консультації між зовнішньополітичними відомствами України та Болгарії за участі Повноважного представника України на Балканах, заступника держсекретаря МЗС України І.Харченка.

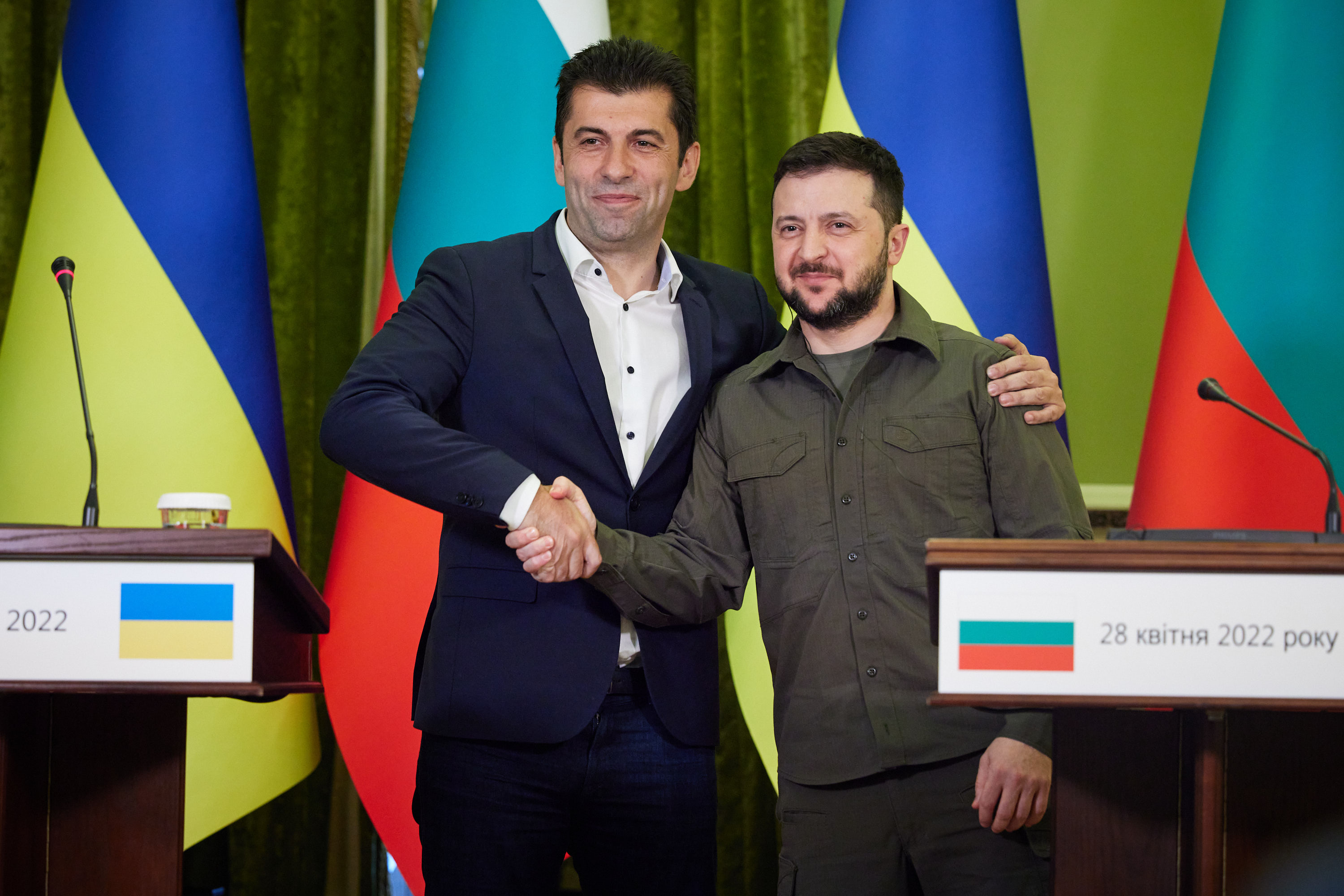
Зустріч Президента України з Прем’єр-міністром Болгарії, 2022

4—5 вересня 2001 року — Президент України Леонід Кучма здійснив державний візит в Республіку Болгарія.
Болгарське керівництво на вищому рівні неодноразово підкреслювало, що відносини з Україною є пріоритетними та стратегічними.

### Торговельно-економічні відносини
Україна перебуває в першій десятці торговельних партнерів Республіки Болгарія. З метою розвитку багатогалузевого співробітництва створено Міжурядову українсько-болгарську комісію з питань торговельно-економічного і науково-технічного співробітництва.
Найбільший інтерес для нашої держави становить співробітництво з Болгарією у харчовій і переробній промисловостях, сільському господарстві, легкій промисловості, у сфері туризму. Важливим для України є набутий Болгарією досвід у машинобудуванні й електроніці.
За даними Держмиткому України, товарообіг між Україною і РБ за 1998 рік становив 281,5 млн дол. США, що на 21,8 млн менше, ніж у попередньому році. При цьому експорт становить 188,4 млн дол. США (на 30,6 млн більше, ніж за 1997 рік), імпорт — 93,1 млн дол. США (на 52,5 млн менше, ніж за попередній рік), позитивне сальдо — 95,3 млн дол. США.
За даними Мінстату України, обсяг послуг у 1998 році становив 43,6 млн дол. США, у тому числі експорт — 33,3 млн, імпорт — 10,3 млн, позитивне сальдо — 23,0 млн.
Отже, загальний обсяг зовнішньої торгівлі між Україною і Болгарією у 1998 році, враховуючи послуги, становив 325,2 млн дол. США. За підсумками 1999 року двосторонній товарообіг становив близько 400 млн дол. США.
Основною причиною зменшення обсягів товарообігу стало скорочення імпорту з Болгарії в Україну нафтопродуктів, тютюнових виробів, електротехнічної продукції, продуктів харчування, лікарських і гігієнічних засобів.
У структурі імпорту з України переважають сировинні продукти. Найбільшу питому вагу в українському експорті в Болгарію мали мінеральне паливо (кам'яне вугілля та кокс), чорні метали, залізна руда, продукція хімічної промисловості.
Щодо болгарського експорту в Україну, то в загальному його обсязі переважали фармацевтичні, парфумерні і косметичні вироби, продукти нафтопереробки, харчової та машинобудівної промисловості.
Республіка Болгарія зацікавлена у подальшому розвитку економічних відносин з Україною. Основним пріоритетом у зовнішній політиці Республіки Болгарія є реалізація інфраструктурних проєктів. Зокрема, Болгарія хотіла б приєднатися до угоди про так званий «трансазійський коридор», де Україна виступає в ролі депозитарію. У цьому плані Болгарія хотіла б активніше використовувати поромну переправу Варна — Чорноморськ і з'єднати її з переправою Бургас — Поті.